# Malvina Ocidental

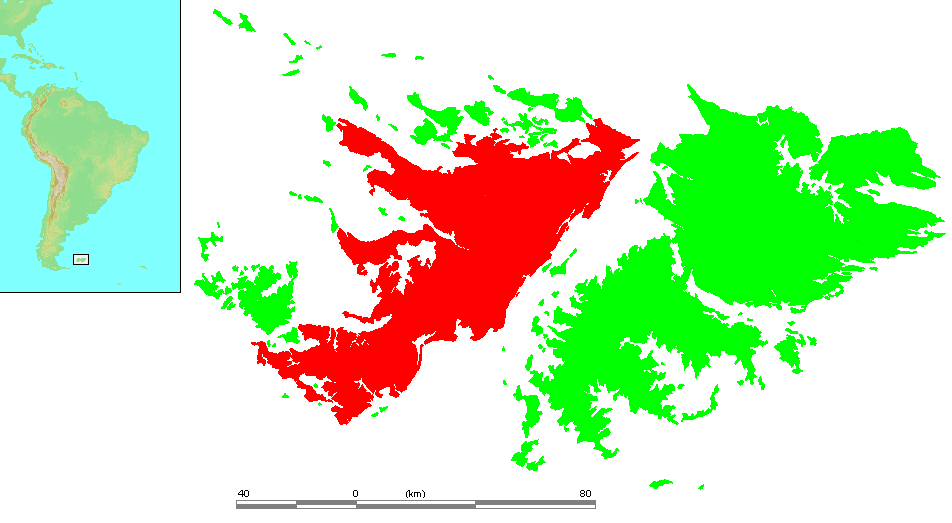
Ilha Grande Malvina ou Malvina Ocidental

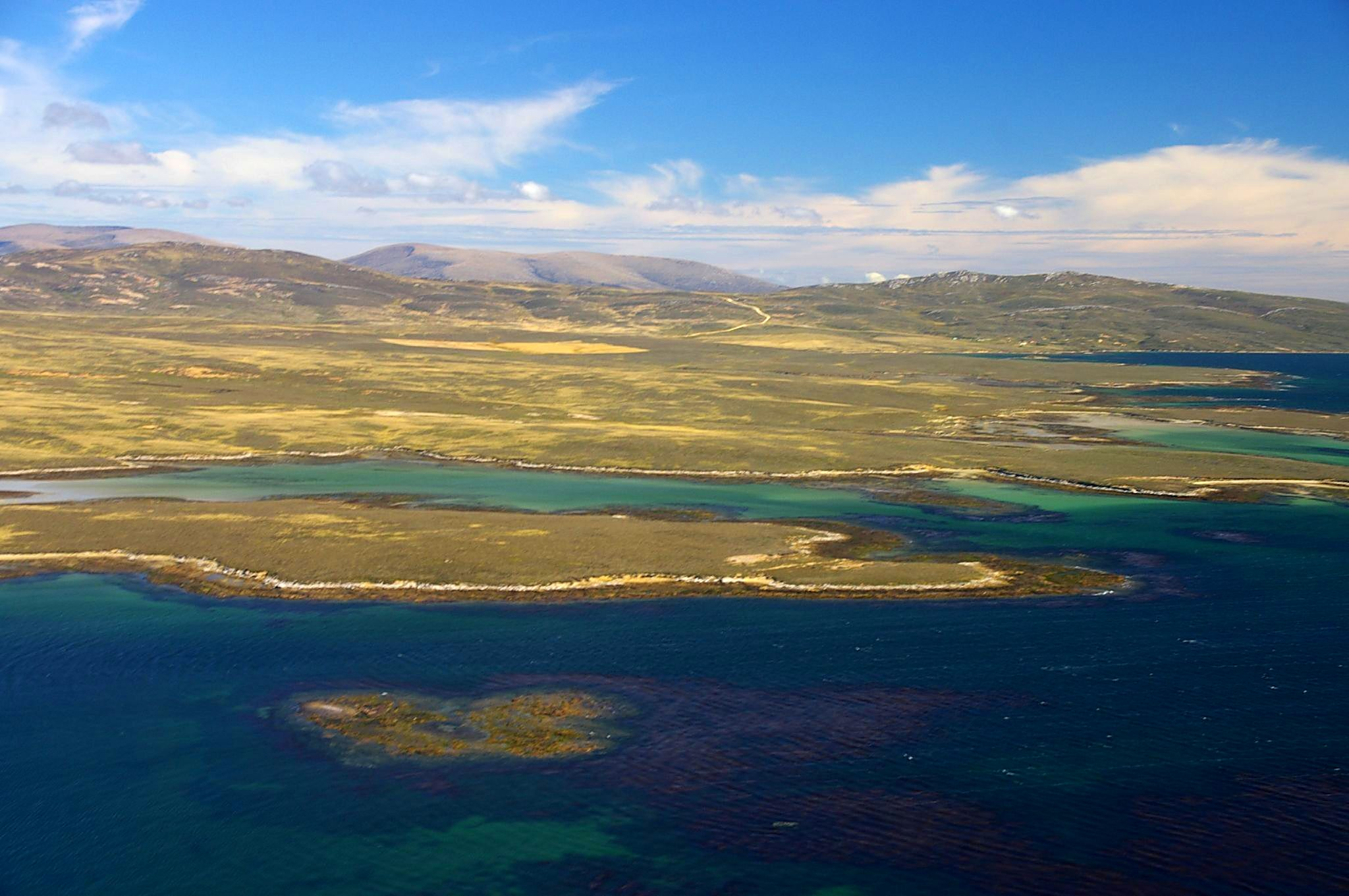
Paisagem da ilha Grande Malvina ou Malvina Ocidental

A ilha Grande Malvina ou Malvina Ocidental (em inglês:  West Falkland) é a segunda maior do arquipélago das Ilhas Malvinas (em inglês:  Falkland Islands), no Sul do Oceano Atlântico, com uma área de aproximadamente 4532 km² (5413 km², incluindo as pequenas ilhas adjacentes). A ilha tem um terreno montanhoso e está separada da ilha Soledad pelo Estreito de São Carlos. O ponto mais alto é o Monte Adam, com 700 m de altitude.
A ilha tem uma população de cerca de 200 habitantes, dispersos em áreas costeiras. A maior localidade é Port Howard, conhecida também como Puerto Miter, na costa leste da ilha, que normalmente tem cerca de 15 residentes e tem a sua própria pista de aviação. Outros sítios povoados são Alberman, Chatre, Dunnose Chef, Fox Bay, Fox West Bay, Cove Hill, Port Stephens Roy Cove, sendo a maioria deles ligados por estrada e alguns têm cais.
Nesta ilha não houve grande acção durante a Guerra das Malvinas em 1982, e após a guerra foram instalados dois postos da Royal Air Force: Monte Alice e Monte Byron. A economia é baseada na criação de ovinos e do turismo, e a ilha é conhecida por suas colónias de pinguins e cormorões. A pesca também é popular nos dois principais rios, o Warrah e Chartres.
O ponto mais meridional da Grande Malvina é Cabo Belgrano. No sul, há altas arribas onde abundam aves marinhas no oeste e existem praias com águas límpidas e dunas ondulantes com ervas altas. As praias são um local favorito para elefantes marinhos.
A ilha é, tal como o resto do arquipélago, que é administrado pelo Reino Unido como parte do território das Ilhas Malvinas. Para a Argentina, alegando que é parte do Departamento das Ilhas do Atlântico Sul, na província de Terra do Fogo, Antártida e Ilhas do Atlântico Sul.